# ペースメーカー (陸上競技)

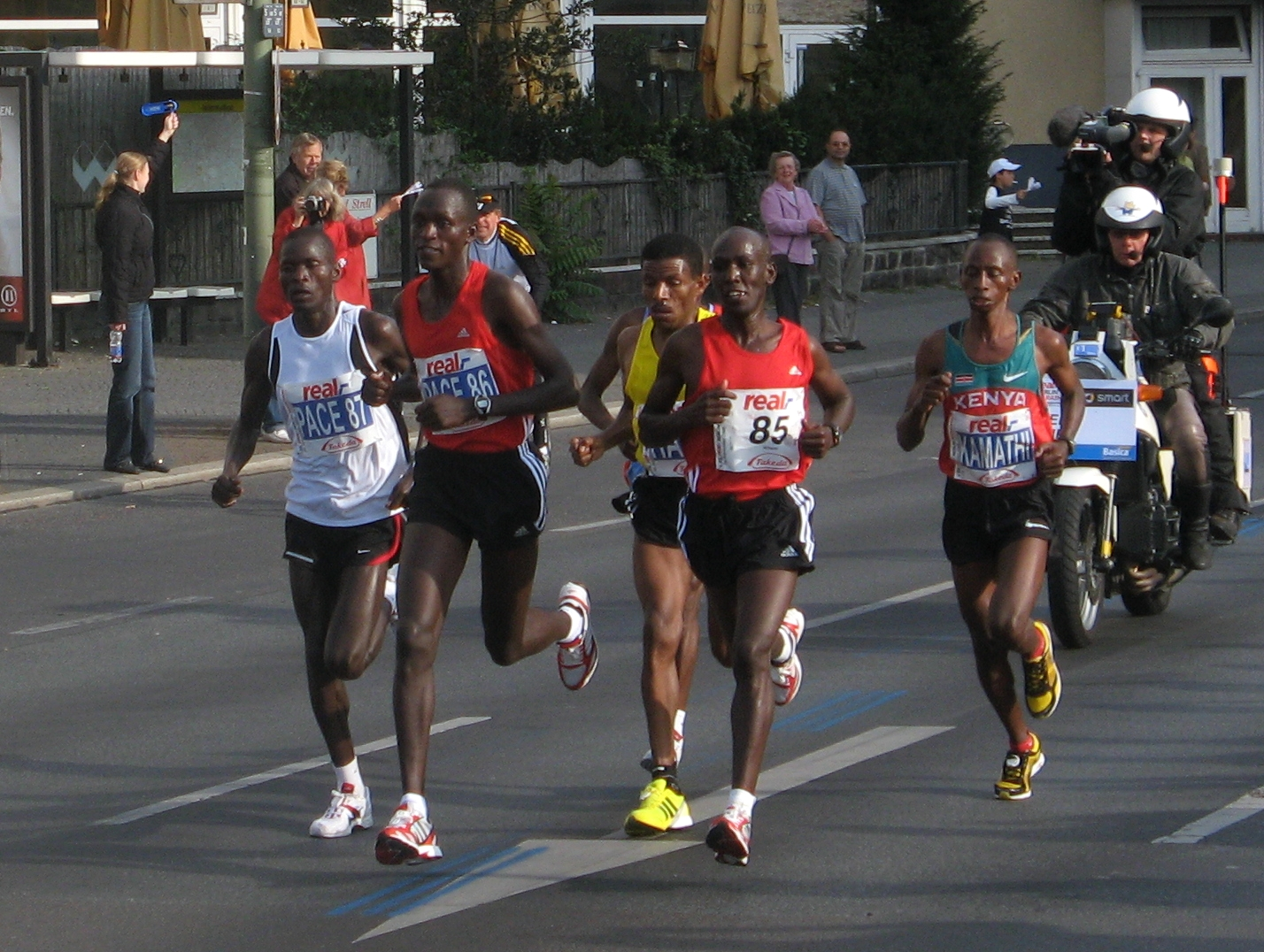
2008年のベルリンマラソンにおけるペースメーカー（左、青ゼッケンの2名）。このレースにおいてハイレ・ゲブレセラシェ（中央）は世界記録（当時）を達成した。

陸上競技の中距離走・長距離走、特にマラソン競技でみられるペースメーカーとは、高水準かつ均等なペースでレースや特定の選手を引っ張る役目の走者のこと。犬を使ったドッグレースで先導させるウサギの模型に由来するラビットと呼ばれることもある。
ペースメーカーを導入することにより、レース序盤でライバル選手を意識しすぎてペースを乱すことがなくなり好記録が期待できる（最先頭を走る競技者の負担が減る）。また、選手の風除けの役割も果たす。

## 沿革
陸上競技の商業化から話題づくりのため高記録が求められ、1980年代頃から海外でペースメーカーが用いられるようになった。主催者と契約したペースメーカーは一般参加者とは区別され、招待選手等と一緒に扱われることもある（エントリーやスタート位置など）。
現在はペースメーカーが特別のナンバーカードなどをつけて選手と区別しているが、かつては共通のゼッケンをつけて選手と区別がつかない場合もあった。参加者個人同士の同意や契約でペースメーカーを担うこともある。
また、ペースメーカーと似たもので「ガードランナー」（または単に「ガード」）と呼ばれるものがある。これは、特にスタート直後等の混乱から有力選手を守るためのものである。また、有名選手、芸能人等の著名人や、（男女混合レースで）異性の選手に必要以上に近づく参加者を牽制する役目もあるという。
ペースメーカーは当然であるが一時的にでも、メインの競技者と同等以上の走力を発揮する必要がある。例えば世界記録を狙ってのペースメイクなどは全行程を併走するのは難しいから、スタートから50～80%程度の距離まで先導併走して、残りは競技者が単独で走ることになる。なお、男女混合のレースでは男性ランナーが女性有力選手のサポートをすることも可能で、この場合はゴールまで併走できる見込みも高い。
オリンピックや世界選手権では国ごとに出場選手の枠が決められており、現実問題として個々選手にとって他の選手はライバルであるという性格から協調行動を取ることができないため、ペースメーカーは事実上用いることができない。

## 日本におけるペースメーカー
日本ではペースメーカーの存在は、マラソンのテレビ中継等では触れることは半ばタブー視されていた時期もあった。かつては棄権したペースメーカーに対し、アナウンサーがあえてアクシデントであるかのように実況をすることもあった。
しかし、2002年に国際陸上競技連盟は、「事前に公表し、専用のゼッケンを着用する」などの条件付きでペースメーカーは助力にあたらないという見解を示した。2003年12月7日に行われた福岡国際マラソンでは、レースでペースメーカーを使うことを、日本国内のレースで初めて事前に公表した。
高橋尚子が2001年のベルリンマラソンで当時の世界記録を達成した際は複数の男性走者（ガードランナー及びペースメーカー）に囲まれて併走する姿が報じられた。また、2012年2月の別府大分マラソンでは、猫ひろしのペースメーカー役を吉田香織が務めた。
2021年1月開催の大阪国際女子マラソンでは、新型コロナウイルス・感染症拡大の事情で外国女子選手の日本招聘が困難となったため、川内優輝・松村康平など日本男子のマラソン現役選手たちがペースメーカーとして先導することが発表された。最終的には彼ら男子選手は公認の出場者扱いとなり、「男女混合レース」となった。
また、2022年3月に開催された東京マラソン2021では海外男子選手と国内女子選手のペースメーカーとして国内外から8名のランナーが参加した。

## ペースメーカーが完走した例
契約によって、ペースメーカーの役割を終えた後、「走り続けて完走してよい場合」と「完走が許されない場合」がある。前者の場合、自他の調子やレース展開によってはペースメーカーが自ら優勝しても構わず、競技タイムも公式記録となる。
- 1994年 ロサンゼルスマラソン

ペースメーカーとして出場していたポール・ピルキントンがそのまま完走して優勝した。
- 1994年 ランスマラソン

ペースメーカーとして出場していたバンデルレイ・デ・リマ（ブラジル）がそのまま完走して優勝した。なお、この大会が彼の初マラソンであった。
- 2000年 ベルリンマラソン

ペースメーカーとして出場していたサイモン・ビウォットがそのまま完走して優勝した。
- 2001年 シカゴマラソン

ペースメーカーとして出場していたベン・キモンジュ（ケニア）がそのまま完走して優勝した。
- 2003年 ベルリンマラソン

ペースメーカーとして出場していたサミー・コリルがそのまま走り続け、優勝したポール・テルガト（ケニア）と1秒差の2時間4分56秒の好記録で2位となった。
- 2017年 バルセロナマラソン

ペースメーカーとして出場していたジョナ・チェスム（ケニア）がそのまま完走して優勝した。なお、この大会が彼の初マラソンであった。また、この大会2位のヤコブ・キルイ（ケニア）もペースメーカーだった。

## ハプニング
- 2004年 別府大分毎日マラソン

前年の第52回大会優勝者でペースメーカーを務めていたサムソン・ラマダーニが途中から独走してしまい、40km付近でコーチに止められるハプニングがあった。この大会ではペースメーカーは契約上完走してはいけないことになっていた。
- 2010年 福岡国際マラソン

ペースメーカーとして5kmを15分10秒前後のペースで30kmまで先頭集団を引っ張る契約だったエリウド・キプタヌイ（ケニア）が15kmから急加速し独走。30kmを過ぎても棄権しなかったため係員に制止された。

## その他
日本国外の競馬では、陸上競技のペースメーカーに類似した仕組みとして、馬主が有力馬を上位進出させるために有利なペースを作ることを目的としたラビットが広く認められている。同一馬主によるラビットと本命馬は一頭として換算されオッズは一緒という仕組みであり、本命馬の上位進出ができればラビット自身が上位を目指さなくてもギャンブルとして成立するため問題視されていない。2012年の凱旋門賞では日本のオルフェーヴルが同厩舎のアヴェンティーノを事実上のラビットとしたケースがある。
同一馬主の二頭を一頭と換算する仕組みがない日本の競馬でも、事実上のラビットは出走している。競馬法第31条の条文「他人に得させるため競走において馬の全能力を発揮させなかった騎手」という条文で刑事罰に問われる可能性もあるが、同一馬主の馬が同じレースに出走する事は主催者公認で普通に行われており、全能力を発揮させて役目を全うするラビットも多く存在する。例えば、マイル戦にスプリンターを1頭出走させ、他馬を引きつけてバテさせ、僚馬を差し切り勝ちさせる等である。この場合、自分の利益の為に自分の馬をラビットに使うのであり、競馬法第31条には抵触しない。